# 石青陽
石 青陽（せき せいよう）は、清末民初の革命家・軍人・政治家。中国同盟会以来の革命派人士である。後に中国国民党に加入し、西山会議派の一員にもなった。名は薀光だが、字の青陽で知られる。

## 事跡
清末に秀才となる。重慶府中学堂を経て日本に留学する。当初は養蚕専門学校で学んだ。1906年（光緒32年）、東京で中国同盟会に加入した。翌年、学校を卒業して帰国する。帰国後は養蚕伝習所を開設する傍ら、ひそかに同盟会重慶支部に参加し、理事となる。
1911年（宣統3年）夏、四川鉄道保護運動（「保路運動」）が発生すると、決死隊（「敢死隊」）を組織し、重慶での革命派蜂起に加わる。重慶で革命派の蜀軍政府が成立すると、決死隊を義勇軍に改組した。
1913年（民国2年）の二次革命（第二革命）が失敗すると日本へ逃亡する。日本では中華革命党に加入した。1915年（民国4年）末に護国戦争が勃発すると、これに参加している。この前後から四川省での軍事活動を開始し、1917年（民国6年）12月、川北招討使となる。翌年3月、四川陸軍第2師師長兼川北鎮守使となった。後に川滇靖国聯軍援陝第1路軍総司令となる。その後、四川を離れて孫文（孫中山）の護法運動に加わった。1921年（民国10年）12月、大本営参議に任ぜられた。
1922年（民国11年）、孫文派の司令官として四川に戻り、四川討賊軍第1路軍総司令兼川東辺防軍総司令となる。しかし、1924年（民国13年）には四川省内の内戦に敗北して広東省に逃亡した。同年1月、中国国民党第1期中央執行委員に選出されている。政治的立場は反共右派であった。1926年（民国15年）1月の国民党第3回全国大会で除名されたが、同年3月に西山会議派に加わり、同派の下で中央監察委員に選ばれている。
1929年（民国18年）に国民党各派合流に伴い党籍を回復した。同年、滇康墾殖特派員に任ぜられた。1931年（民国20年）12月、国民党第4期中央執行委員に選出される。同月、蒙蔵委員会委員長に任ぜられた。
1935年（民国24年）3月25日、南京で死去。享年57。死後、陸軍上将を追贈された。